# 埃克瑟德斯冰川
埃克瑟德斯冰川（英語：Exodus Glacier）是南極洲的冰川，位於奧次地，處於埃利斯山東北面2公里，流經午夜高原北側，由威靈頓維多利亞大學命名，現時由南極條約體系管理。